# وادي جيوتشاي
وادي جيوتشاي هو عبارة عن محمية طبيعية شمال سيتشوان , وهى مقاطعة في جنوب الصين الغربى المعروفة بشلالاتها متعددة المستويات وأيضا العديد من البحيرات الملونة .

## مميزات الوادي
تحتل منطقة وادي جيوتشاي 600 كم مربع من الأرض. تغطي الغابات العذراء الكثيفة 52 ٪ من مساحتها . وينمو فيها بامبو السهم ومختلف الأزهار الغريبة والأعشاب النادرة، فتقدم هذه النباتات شروط عيشة جيدة للبندا العملاق الصيني والسعدان الذهبي والأيل الأبيض الشفتين وغيرها من الحيوانات النادرة. كما هناك 108 بحيرات على امتداد ثلاث وديان رئيسية ( شوتشنغ تشونهاي وريتسه وتستشاوا ) تبلغ أطوالها الإجمالية أكثر من 50 كم، وتربط بينها شلالات وجداول . فيبدو كل منظر في الوادي كلوحة فنية جميلة .
يشتهر وادي جيوتشاي بـ108 بحيرات فيه . منها بحيرة ووتساي ( خمسة ألوان ) …. هي بحيرة ملونة تختفي في الغابة في اسفل وادي تستشاوا . يبدو لون بعض مائها ازرق سماويا، وبعضه اخضر فاتحا، وبعضه اصفر غامقا، وبعضه اسود رماديا، وبعضه الآخر ازرق ورديا .. وعندما تهب الريح الجبلية، تمتلئ البحيرة بمويجات ملونة كبحيرة اليشم في السماء .

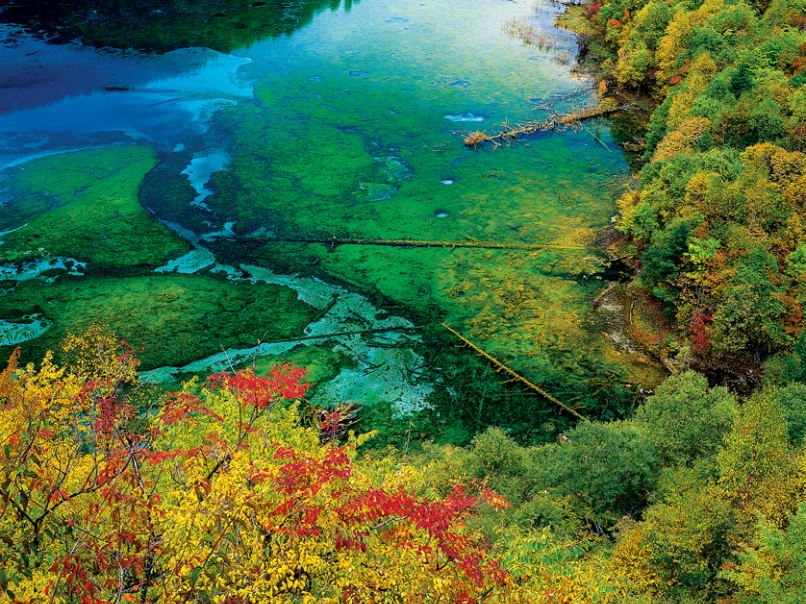
بحيرة ووتساي(بحيرةالخمس ألوان)

يجمع هذا العالم الأخضر هدوء البحيرات وهدير الشلالات في كيان واحد . ينمو صف من أشجار الصفصاف كجدار اخضر في قمة شلال نوريلانغ التي يبلغ عرضها مائة متر في نهاية وادي شوتشنغ تشونهاي . وتسقط مياه الشلال من بين جذوع الأشجار المرتبة . قيل ان شلال تشنتشوتان ( مخاضة اللؤلؤ ) في وادي ريتسه أغرب شلال في وادي جيوتشاي .. تقع مخاضته الحجرية على جرف كأنها معلقة على الأفق . وعلى المخاضة كثير من الحفر الحجرية المستديرة التي تشكلت بسبب انجراف المياه الجارية لعشرات آلاف السنين، وتنبثق مياه الشلال إلى داخلها ثم تقفز منها بسرعة، فتتطاير قطرات المياه، وبعضها كبير كالكرة وبعضها صغير . وتبدو تحت أشعة الشمس كأنها لآلئ ساطعة .
بالقرب من قمة وادي تستشاوا بحيرة كبيرة اسمها بحيرة تشانغهاي . هي أكبر بحيرة في وادي جيوتشاي، ويزيد ارتفاعها عن 3000 متر فوق سطح البحر . تحاط البحيرة بالجبال الثلجية طول السنة، وكانت غير معروفة منذ قرون حتى عقد السبعينات حين وجدها قطاعو الأخشاب الذين دخلوا إلى الجبل . قال من ذهب اليها أنها مكان رائع للنزهة بالقارب في الصيف ؛ وفي الربيع أو الخريف تنعكس الجبال الثلجية والأزهار الملونة أو الأوراق الحمراء في مياه البحيرة ؛ أما في الشتاء فتتحول إلى بحيرة جليدية كبيرة .
و تتوفر بالمنطقة مرافق للطعام والإقامة بالدرجات العالية والمتوسطة والمنخفضة.

## الجغرافيا والمناخ
يقع في أعماق جبال مينشان الشامخة بولاية آبا الذاتية الحكم لقوميتي التبت وتشيانغ في مقاطعة سيتشوان، تبعد 450 كيلومترا عن مدينة تشنغدو، عاصمة مقاطعة سيتشوان، جنوبا، تمتد أكثر من 40 كيلومترا، إجمالي مساحتها أكثر من 60 ألف هكتار، بينما يبلغ إجمالي طول الأودية الثلاثة الرئيسية أكثر من 60 كيلومترا. في الماضي، كانت منعزلة عن العالم بسبب المواصلات الصعبة، وتقع 9 قرى تبتية فيها فقط، لذلك سميت «جيوتسايقوه» (وادي التسع قرى).
ينتمي مناخها إلى المناخ الهضبي الرطب، مدة الخلو من الصقيع قصيرة، الجو ليس حارا في الصيف، وليس باردا قارسا في الشتاء. يناير هو أبرد شهر، حيث يبلغ معدل درجة الحرارة 5ر2 درجة مئوية، و يوليو هو أشد الشهور حرا، حيث يبلغ معدل درجة الحرارة 17 درجة مئوية. درجة الحرارة منخفضة نسبيا ومتقلبة في الربيع، يكون معدل درجة الحرارة بين 9-18 درجة مئوية. في إبريل، توجد التربة الثلجية وبقايا الثلوج، ثم ترتفع درجة الحرارة سريعا وتستقر نسبيا في نهار أيام الصيف، وليله بارد نسبيا ويكثر فيه المطر، وموسم المطر في يوليو وأغسطس. في أعماق الخريف بعد أكتوبر، تحمر أوراق أشجار القيقب، وتنخفض درجة الحرارة سريعا، حتى يكون الفارق بين النهار والليل 10-15 درجة مئوية. في الشتاء، مدة تراكم الثلج طويلة نسبيا، وقت سطوع الشمس طويل، يبلغ سمك طبقة التربة المجمدة 50 سم، وسمك الثلج المتراكم 15 سم، يكون معدل درجة الحرارة حوالي الصفر.لدلك منطقة جيوتسايقوه من أفضل المناطق السياحية التي تناسب السياحة في الفصول الأربعة.

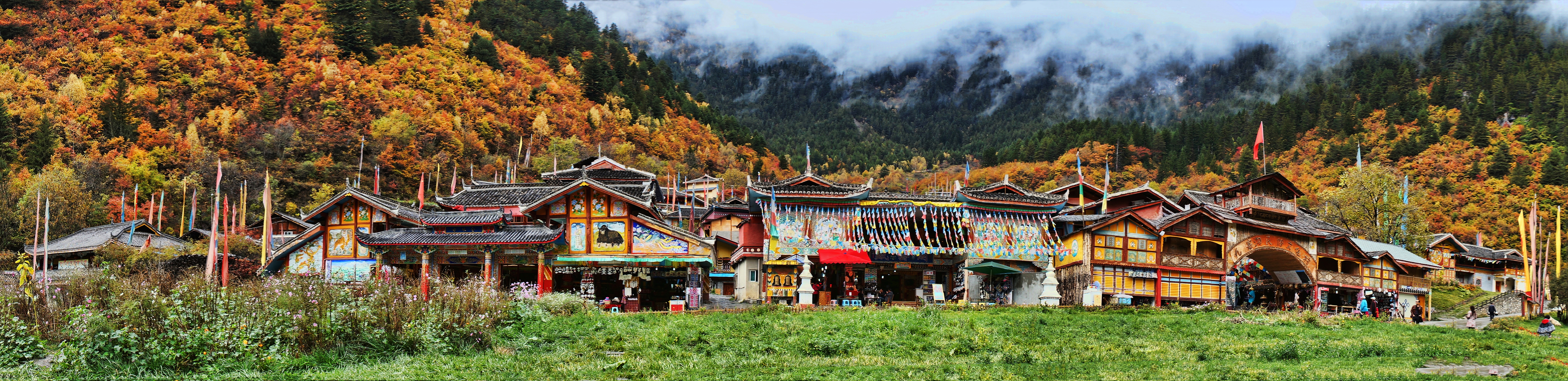
قرية تبتية في الوادي

## معرض صور

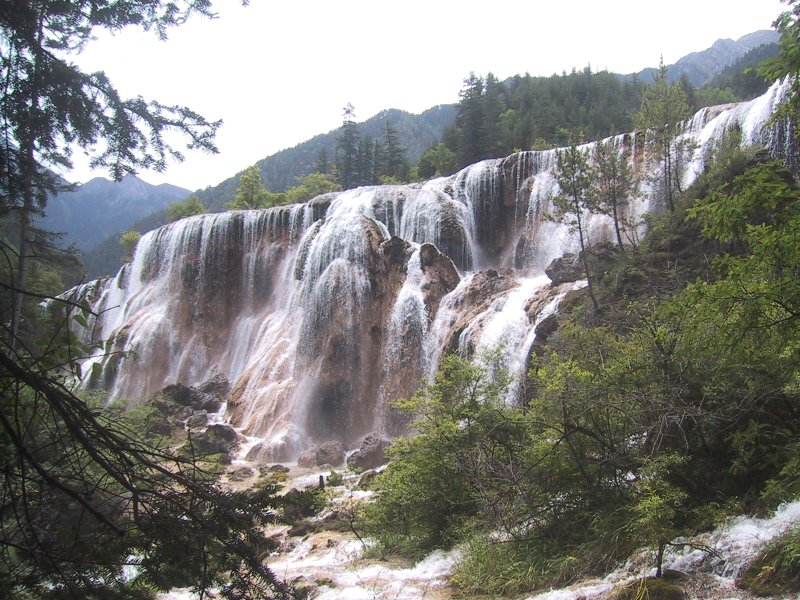
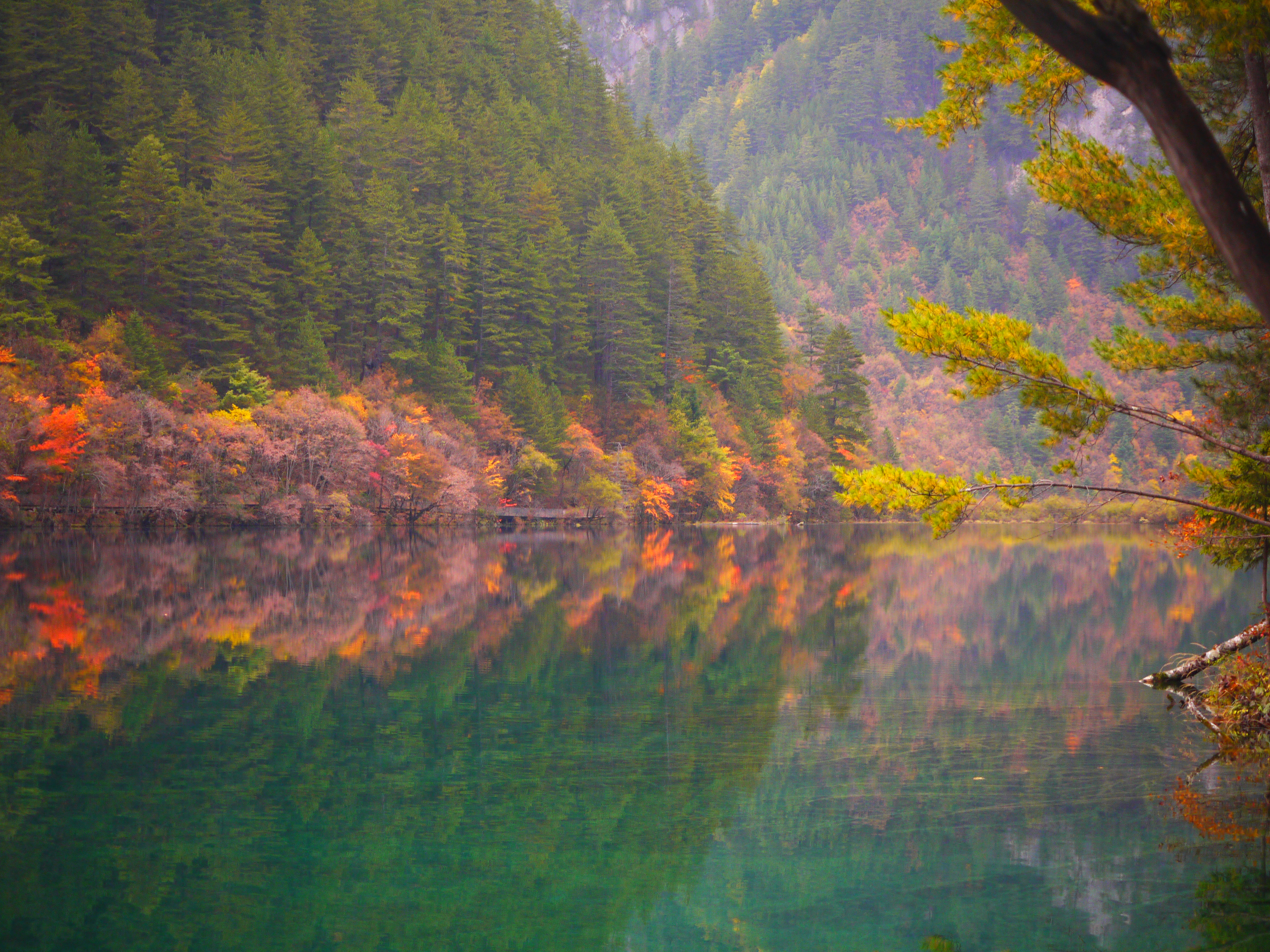
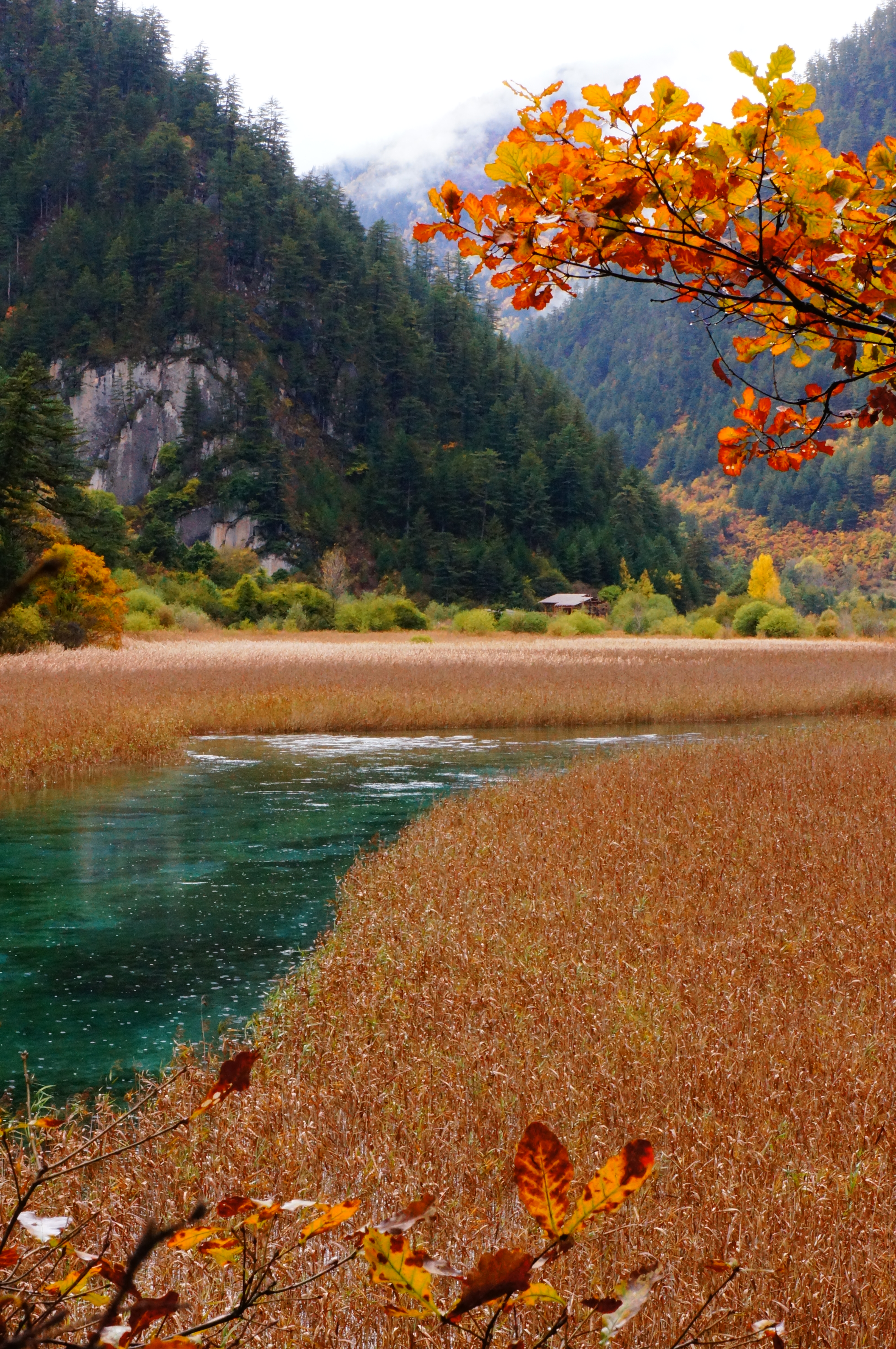
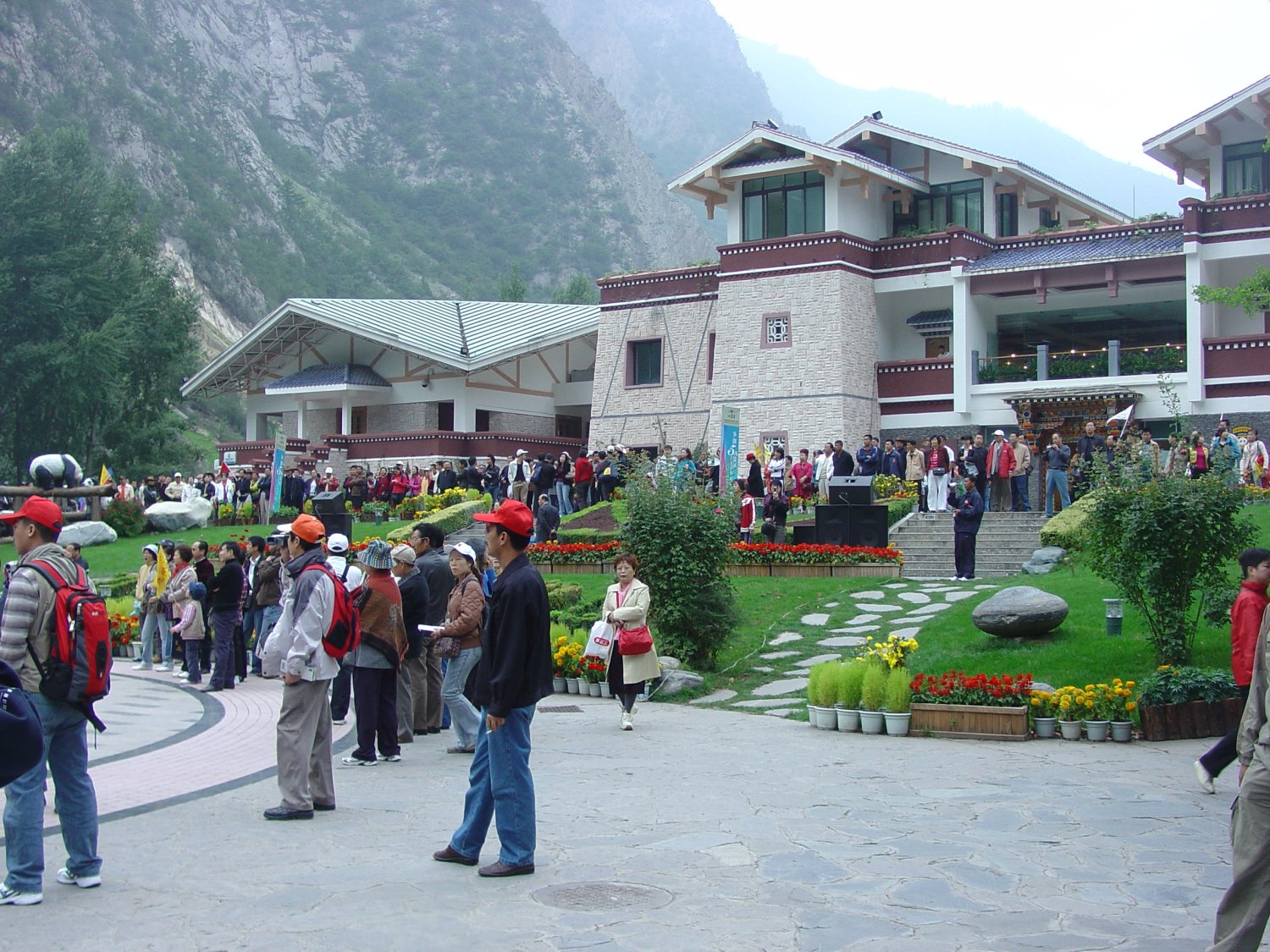
حكومة جيوتشاي
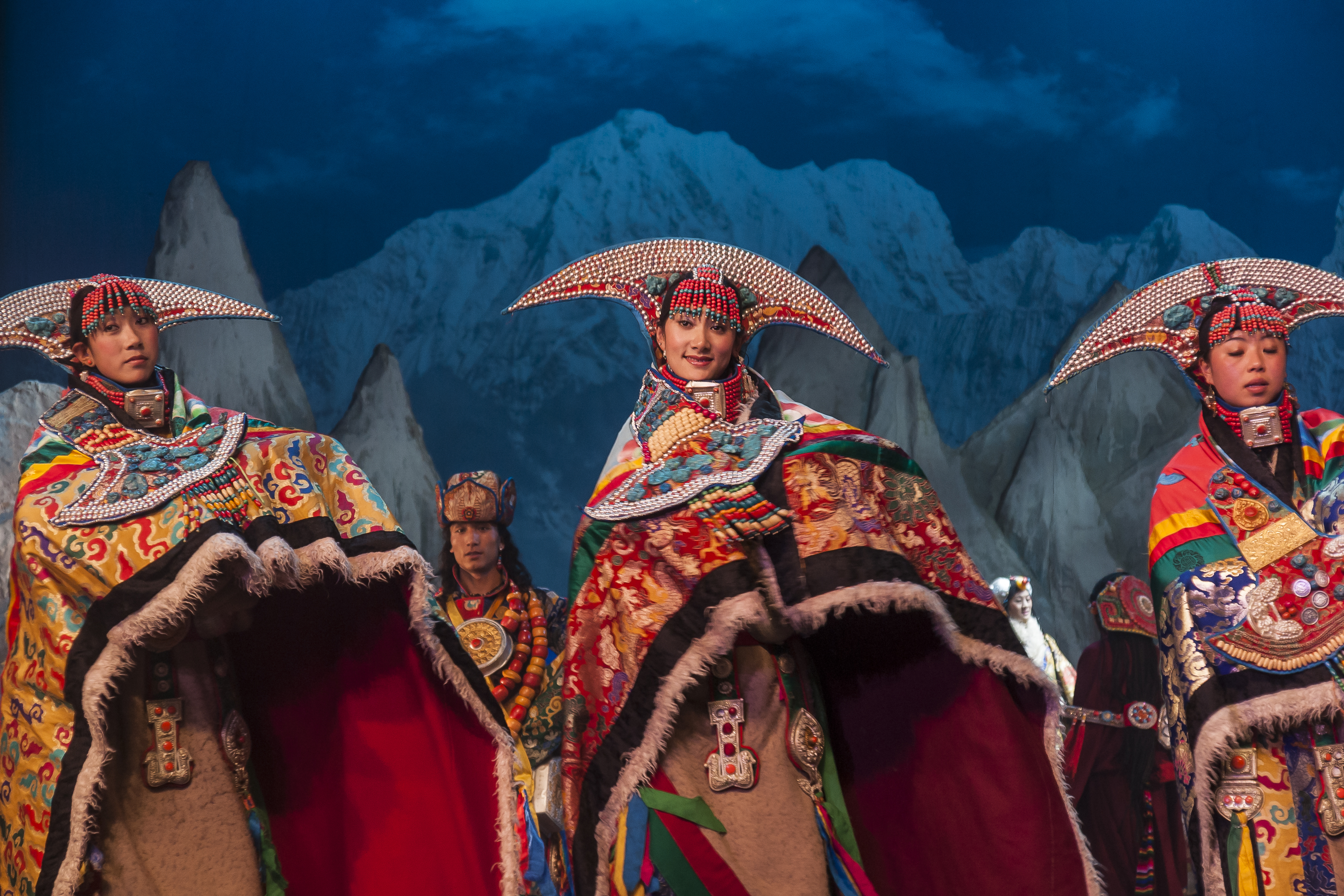
مسرح المدينة
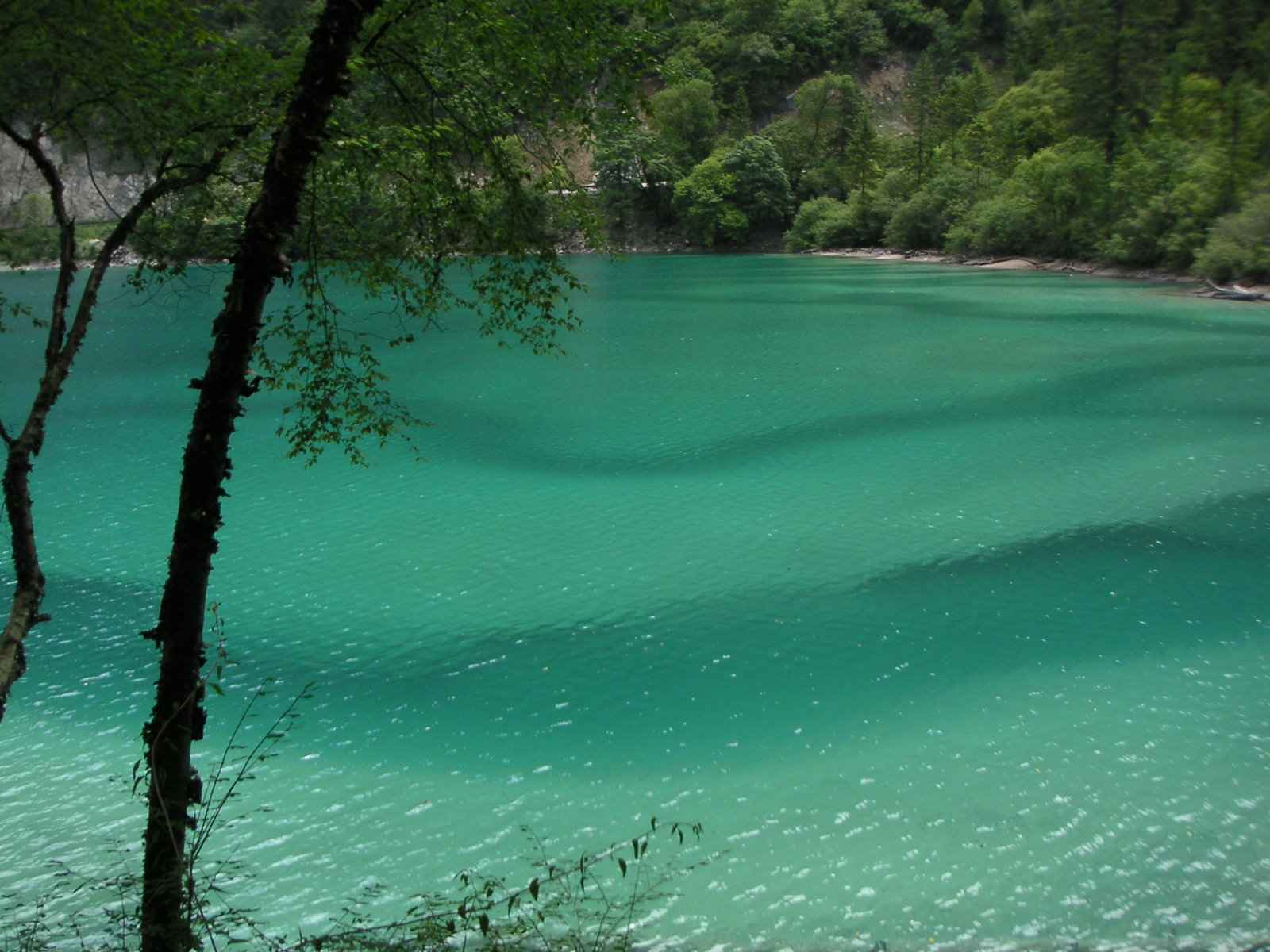
بحيرة جيوتشاي باندا
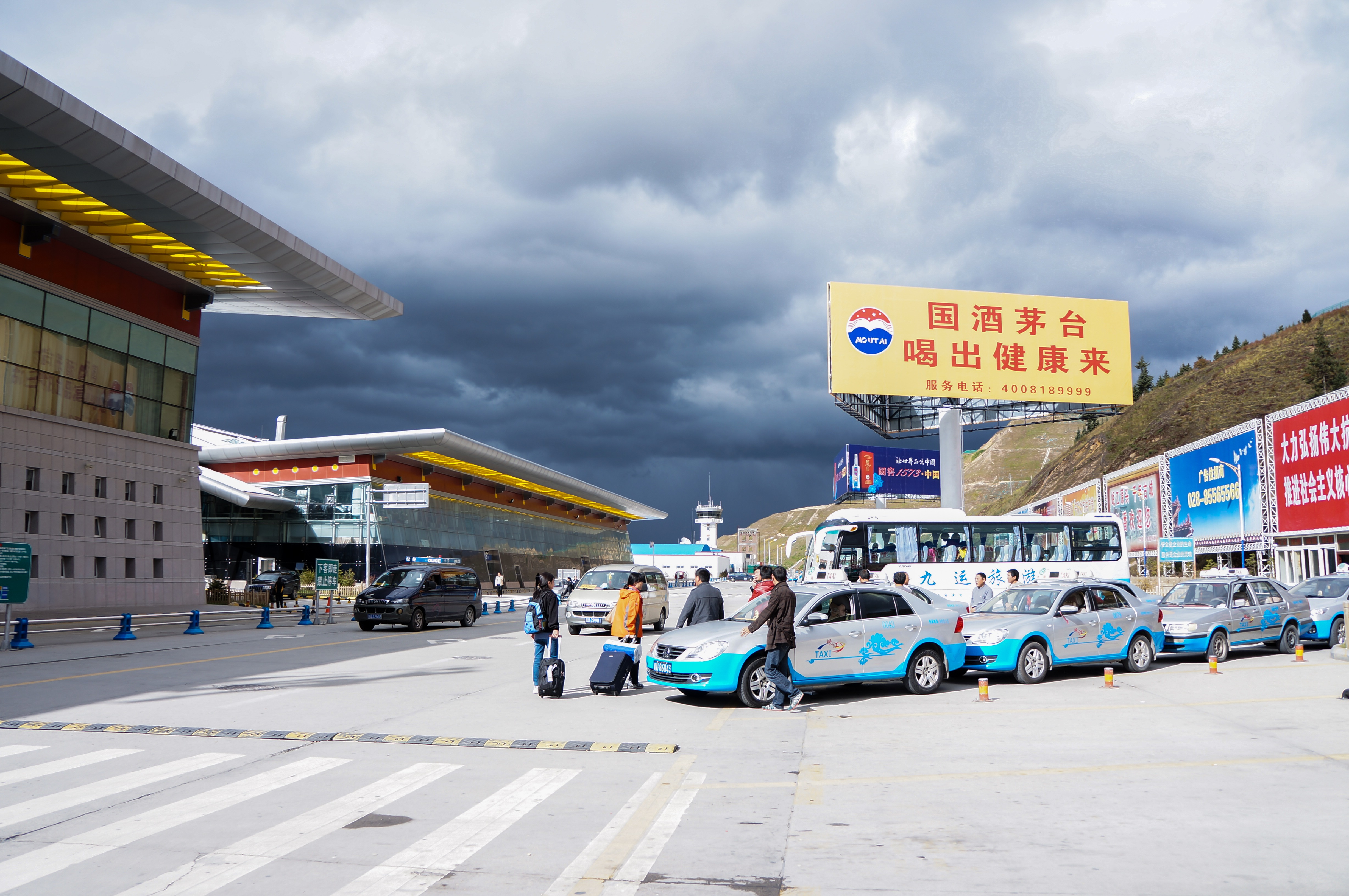
مطار المدينة

## وصلات خارجية
- Jiuzhaigou National Park official website
- Jiuzhaigou at the World Heritage Sites of يونسكو

{}